# Муравейко, Павел Николаевич
Павел Николаевич Муравейко (бел. Павел Мікалаевіч Муравейка, род. 26 сентября 1971, Марьина Горка, Пуховичский район, Минская область) — белорусский военачальник. Начальник Генерального штаба — первый заместитель Министра обороны Республики Беларусь с 23 мая 2024 года, генерал-майор (2015). Находится под санкциями Европейского союза, Швейцарии и Канады.

## Биография
Родился 26 сентября 1971 года в городе Марьина Горка Пуховичского района Минской области.
В 1992 году окончил Минское высшее военно-политическое общевойсковое училище.
По окончании училища проходил военную службу в Вооружённых силах Республики Беларусь. Последовательно занимал должности командира мотострелкового взвода, роты, начальника штаба — заместителя командира мотострелкового батальона, командира мотострелкового батальона.
В 2001 году окончил командно-штабного факультета Военной академии Республики Беларусь. В дальнейшем проходил службу в Генеральном штабе Вооружённых сил Республики Беларусь на должностях старшего офицера отдела (планирования) оперативного управления, старшего офицера, начальника группы, начальника организационно-аналитической группы главного оперативного управления и начальника отдела главного оперативного управления Генерального штаба.
В 2008 году окончил Военную академию Генерального штаба Вооружённых сил Российской Федерации и служил на должностях начальника управления, заместителя начальника главного управления — начальника управления, первого заместителя начальника главного оперативного управления Генерального штаба.
С 20 июня 2013 по 10 февраля 2022 года — заместитель начальника Генерального штаба Вооружённых Сил — начальник Главного оперативного управления. 18 февраля 2015 года присвоено воинское звание генерал-майор.
С 10 февраля 2022 по 23 мая 2024 года — первый заместитель Государственного секретаря Совета Безопасности Республики Беларусь.
23 мая 2024 года назначен начальником Генерального штаба — первым заместителем Министра обороны Республики Беларусь.

### Высказывания
В сентябре 2023 года Муравейко сказал: «В первую очередь хотел бы уберечь от тех безумных мыслей и безумных идей проверить на практике, умеют ли белорусы применять [ядерное] оружие. У нас есть дух, воля и готовность в случае необходимости всеми средствами защищать нашу страну», а в октябре 2023 года он заявил, что Беларусь имеет право «прорубить коридор» через Литву силой оружия в ответ на санкции.
В ноябре 2024 года Муравейко назвал российский удар ракетой «Орешник» по Днепру «жестом доброй воли».

### Международные санкции
18 декабря 2023 года Муравейко был внесён в санкционный список Евросоюза, направленный против лиц, причастных к вторжению России на Украину. Через несколько дней к европейскому пакету санкций присоединилась Швейцария, а в феврале 2024 года — Албания, Босния и Герцеговина, Исландия, Лихтенштейн, Молдова, Норвегия, Северная Македония, Черногория, Украина.
9 августа 2024 года к санкциям против Муравейко присоединилась Канада.

## Награды
- Орден «За службу Родине» III степени (2 июня 2016 года) — за многолетний плодотворный труд, образцовое выполнение должностных обязанностей и активную государственную и общественную деятельность, достижение высоких производственных показателей, значительный личный состав в развитие законодательства и парламентаризма, строительной отрасли и сельского хозяйства, научной и педагогической деятельности, сферы искусства, культуры и спорта[7]
- Медаль «За отличие в воинской службе» (4 февраля 2010 года) — за образцовое исполнение служебных обязанностей, значительные достижения в научно-исследовательской деятельности, заслуги в педагогической и воспитательной работе, обеспечении соблюдения законности, большой вклад в развитие автомобильного транспорта, культуры, искусства[8]
- Медаль «За безупречную службу» I степени (10 июня 2015 года) — за образцовое выполнение служебных обязанностей[9]
- Медаль «За безупречную службу» II степени (14 января 2010 года) — за образцовое выполнение служебных обязанностей[10]
- Орден Дружбы (18 июля 2018 года, Россия) — за заслуги в укреплении дружбы и сотрудничества между народами[11]